# Helena Harrysson
Helena Harrysson (* 25. Januar 1953 in Simrishamn als Helen Lundgren) ist eine schwedische Schriftstellerin.
Helena Harrysson veröffentlichte mehrere ihrer Werke bei verschiedenen Verlagen in Schweden. Bisher wurde nur ihr Buch Traut euch Eltern zu sein. Vom Abenteuer, Familie zu leben  ins Deutsche übersetzt und 2010 beim Beltz-Verlag publiziert.

## Werke
- mit Anders Wiman: Mandom, mod och mänskliga möten. Anders Wiman i G-Hammarby 2002, ISBN 9-163-12404-1
- mit Ander Wimann: Maya min Maya. Anders Wiman i G-Hammarby 2008, ISBN 9-163-12403-3
- Våga vara vuxen. Alfabeta 2009, ISBN 9-150-11161-2
  - Traut euch Eltern zu sein. Vom Abenteuer, Familie zu leben. Beltz, Weinheim 2010, ISBN 978-3-407-85914-3 (Übersetzung von Våga vara vuxen von Lone Rasmussen-Otten)
- Släpp taget och håll i. Alfabeta 2011, ISBN 9-150-11355-0
- Äntligen fri. Alfabeta 2014